# 第四十六届超级碗
第四十六届超级碗是美国国家橄榄球联盟（NFL）2011赛季的冠军争夺战。比赛由美联（AFC）冠军新英格兰爱国者出戰国联（NFC）军纽约巨人。这是近代NFL歷史上的第42屆年度冠軍決賽，比赛时间为2012年2月5日，地点为印第安那波利斯的魯卡斯石油體育場。开球时间大约是美国东部时间下午6点半（格林尼治时间晚上11点半）。这是超级碗第一次在印点那波利斯举行，也是第一次在可活动的屋顶的体育馆举行。这也是超级碗第四次在寒冷的城市举行（前三次分別是底特律的的第十六屆超級盃和第四十屆超級盃以及明尼阿波利斯的第二十六屆超級盃）。
根據慣例，偶數屆的超級盃，美聯的愛國者隊享有主場。第四十六屆超級盃是超級盃歷史上第六次先前已有對陣紀錄的雙方同時參加，纽约巨人和新英格兰爱国者曾经进行过第四十二屆超級盃。双方教练（汤姆·考夫林与比尔·比利切克）和双方四分卫（伊莱·曼宁与湯姆·布雷迪）亦參加了當時的第四十二屆超級盃.
本戰最終紐約巨人以21-17戰勝新英格蘭愛國者，贏得第四十六屆超級盃，伊莱·曼宁當選為最有價值球員。

## 背景

### 紐約巨人
常規賽僅得9勝7敗。他们自2008年后首次进入季后赛，是国联东区冠军，位列国联第四号种子。在17周，巨人队与牛仔队交锋，争夺季后赛席位。彼时他们同为八胜七负，暂时并列分区第一。上半场巨人以21-0领先，下半场至第四节前段，牛仔队连得14分，缩小比分差距。最终巨人队止住颓势，以31-14拿下比赛，拿下分区冠军并跻身季后赛。在外卡赛中，他们以24-2击败了亚特兰大猎鹰。在分区赛中，他们以37-20击败了当年常规赛战绩最佳的绿湾包装工 37–20。在国联决赛中，凭借劳伦斯·泰恩斯加时赛中的任意球以20-17战胜了旧金山49人。
紐約進攻線由伊萊·萬寧領導，这是他担任首发的第七个赛季。曼寧幾乎在2011年球季每項數據中都創下生涯身高，包括4,933碼傳球碼數及29次達陣是球隊紀錄，只有16次被直截，評分達92.9分。
跑鋒艾哈迈德·布拉德肖是隊中領導者之一，衝鋒659碼及9次達陣，另外在傳球中是可靠的武器，34次衝鋒達267碼及2次達陣。布兰登·雅各布斯在地面攻勢上同樣貢獻良多，衝鋒571碼以及7次達陣。
紐約隊的防線由防線衛杰森-皮埃尔保罗及奥西·尤曼尤拉領導。
2011年巨人隊也是首支在常規賽於失分多於得分下，晉身超級碗的球隊（394得分、400失分）。

### 新英格兰愛國者
美國者在美聯東區以13勝3負完成球季，以首名種子晉身季後賽。新英倫在常規第八、九週的賽事負於匹茲堡鋼人及紐約巨人。在季後賽首輪輪空，於季後賽擊敗丹佛野馬及巴爾的摩烏鴉。
帶領愛國者過關都將是四分衛湯姆·布雷迪，入選七次職業碗。傳球成功率達65.6%，傳球碼數達5,246碼（NFL歷來第二高）以及39次達陣傳球。只有12次直截。布雷迪也獨自衝鋒109碼以及取得3分主要球員包括外接員维斯·威尔克，接應122次傳次，為NFL冠軍，推進1,569碼及9次達陣。新英格蘭也擁有兩匹最強的邊鋒罗布·格隆考夫斯基，創下了個人接球碼數（1,327碼）及達陣接球（17次）以及阿隆·埃尔南德斯，接球79次取得910碼及7次陣，此外亦推進45碼，衝鋒碼數也達45碼。重要的接球員也包括迪昂·布兰奇，接球51次推進702碼以及5次得分。外傳員扮演的角色較為次要，查德·奥乔辛科、提夸恩·安德伍德、朱利安·埃德尔曼以及马修·斯莱特在攻勢上作出較次要的貢獻，後兩者更會兼任防守球員。
新英倫在地面攻勢做得不錯，主要跑鋒為格林·埃利斯，衝鋒667碼及1次達陣。跑鋒斯蒂芬-莱德利推進447碼，平均每次可推進5.1碼。丹尼‧伍德海德推進351碼，平均每次可推進4.6 YP碼，在接獲開踼球時，帶進了437碼。 新英倫擁有優良的進攻防線，分別是職業碗球員罗根·曼金斯及布莱恩·沃特斯。靠以上球員，愛國者在進行取得513分，於聯盟排行第三。
愛國者的防線以兩名職業碗球星作當家，文斯·威尔福克平均每場可將四分衛截住達3.5次。 two interceptions, and one forced fumble; and 安德烈·卡特，有10次阻截以及兩次fumbles。邊衛马克·安德森也是球隊防線主力，取得10次揀截及兩次fumbles。.罗布-宁科维奇是優秀的線衛，總共有74次攔截、6.5次阻截四分衛及兩次直截。另一方面，角衛凯尔·阿灵顿有所突破，在頭三季只有一次直截，阻截7次傳球是NFL2011年最佳成績，另外88次攔截也是隊中最多。

### 季後賽
身為美聯會的第一種子，新英格蘭愛國者在第外卡賽輪空以及在分區賽取得主場優勢。在分區賽中以45–10擊敗由提姆·提伯領軍丹佛野馬。愛國者在整場賽事中均控制大局，創下球隊在季後場單場賽事的紀念，包括進攻碼數(509)、得分(45)以及得分差。布雷迪25傳球18次成功，上半場推進246碼以及5次進陣。愛國者的防守有突破的變現，Tebow只能成功組織9次傳球，另外被攔截5次。
在美聯會冠軍賽，愛國者與第二種子巴爾的摩烏鴉對決。最後1：44，巴爾的摩取得攻勢反攻，並進入愛國者隊的14碼範圍。在第四次攻勢中，巴爾的摩由踢球手比利·坎迪夫處理32碼的定點球，但是坎迪夫卻射偏了，錯過了迫和對手打加時的機會，愛國者隊就此以戲劇性進入超級碗。
紐約巨人是國聯第四種子。在外卡賽以24-2大勝亞特蘭大獵鷹一役中。曼寧擲出277碼及3次達陣，未曾被對手直截，紐約的防守非常出色，只讓獵鷹在曼寧於邊線持球取得安全球的2分。
接著面對第一種子兼應屆超級碗冠軍綠灣包裝工。巨人隊未在賽事中苦戰，以37–20大勝。關鍵是攻勢是曼寧長傳給哈基姆·尼克斯，使紐約在上半場以20-10領先。巨人成功將對方四分衛阿伦·罗杰斯擒殺四次。這是NFL史上首支15勝1負的球隊未能晉身分區總決賽。
巨人隊在國聯會冠軍賽中面對三藩市49人。在雙方四節的堅固防守下，球賽進入加時。巨人隊在49人的24碼線開始攻勢，由劳伦斯·泰恩斯以31碼的定點球完成攻勢，以較早前的坎迪夫不同，泰恩斯的定點球成功得分，以20-17擊敗對手。

## 賽事簡報

### 第一節
新英倫在擲幣輸了，由紐約巨人選擇接球。

### 第二節
在第二節完場前三分鐘，均由新英格蘭作出進攻，在用盡暫停以及所有能將時間暫停的方法，新英倫步步進迫，組織了14次攻勢。終於在上半場結束前交由外接員丹尼‧伍德海德順利達陣，以10-9結束上半場。湯姆·布雷迪在此次進攻推進了96碼，打破了三藩市49人名宿祖·蒙坦拿在第十八屆超級碗所創下的紀錄。

### 第四節
新英倫可能面對紐約試圖用盡大鐘的時間讓泰恩斯以定點球決勝。新英倫讓對方的跑鋒布拉德肖在未被受阻上衝前，雖然在1碼點跌倒，但最後順利將球推到達陣區。紐約未能成功組織兩分轉換，新英倫剩下57秒及一次暫停。
新英倫在最後一輪攻勢於已方的20碼點開始。最初兩次攻勢傳球失敗，於第三次四分衛被攔截，退到14碼點。但布蘭迪順利傳給迪昂·布兰奇推進了19碼保持攻勢。布蘭迪成功傳給埃尔南德斯推進11碼，接著愛國者故意派出多一名球員，犯規讓時鐘暫停。最後一次是在愛國者的49碼點，當時只剩下9秒。在一次失敗的傳球，最後一次攻勢布蘭迪長傳給位於邊鋒埃尔南德斯，但球卻傳給邊鋒罗布·格隆考夫斯基旁，最後以失敗傳球給束攻勢，紐約巨人贏得第四次超級碗冠軍。

## 其他国家
| 国家     | 电视台                                      | Notes                                                                  |
| -------- | ------------------------------------------- | ---------------------------------------------------------------------- |
| 澳大利亚 | ESPN, One HD, Network Ten                   |                                                                        |
| 奥地利   | Puls 4                                      |                                                                        |
| 比利时   | Be Sport 1, Prime Sport 1                   |                                                                        |
| 巴西     | ESPN, ESPN HD, TV Esporte Interativo        |                                                                        |
| 加拿大   | CTV, RDS                                    | NBC coverage simulcast on CTV and subject to simultaneous substitution |
| 丹麦     | TV3+, TV3+ HD                               |                                                                        |
| 芬兰     | Nelonen Pro 1, Nelonen Pro 2                |                                                                        |
| 法国     | W9                                          |                                                                        |
| 德国     | Sat.1, ESPN America HD                      |                                                                        |
| 匈牙利   | Sport 1                                     |                                                                        |
| 爱尔兰   | BBC, Sky Sports (UK channels)               |                                                                        |
| 以色列   | Channel 2                                   |                                                                        |
| 意大利   | Sportitalia及ESPN America                   |                                                                        |
| 日本     | NHK BS1、NTV G+                             |                                                                        |
| 拉丁美洲 | ESPN, ESPN HD, Fox Sports and Fox Sports HD |                                                                        |
| 墨西哥   | Televisa, TV Azteca                         |                                                                        |
| 荷兰     | ESPN                                        |                                                                        |
| 挪威     | Viasat Sport Norge, Viasat Sport HD         |                                                                        |
| 波兰     | Polsat Sport                                |                                                                        |
| 葡萄牙   | SportTV                                     |                                                                        |
| 罗马尼亚 | Sport 1                                     |                                                                        |
| 西班牙   | Canal+ 1                                    |                                                                        |
| 瑞典     | TV10, Viasat Fotboll, Viasat Fotboll HD     |                                                                        |
| 英国     | BBC、天空體育                               |                                                                        |

## 广告
比賽的廣告時段已在2011年感恩節賣出，平均每播30秒廣告要花350萬美元順用，是史上最昂貴的超級碗廣告 。其中有一則32秒的廣告花400萬美元。
部份超級碗廣告在賽前已可在YouTube觀看，賽後賽會將廣告上載至官方網站。

## 外部連結
- Super Bowl XLVI page on NFL website （页面存档备份，存于）
- Super Bowl XLVI Host Committee
- Super Bowl XLVI at ESPN （页面存档备份，存于）
- Indy2012.com - An independent blog offering news on Super Bowl planning （页面存档备份，存于）
- Super Bowl 2012 Indianapolis at Lucas Oil Stadium （页面存档备份，存于）
- Super Bowl XLVI Information （页面存档备份，存于） at USASuperbowl.com
- 互联网电影数据库（IMDb）上《第四十六届超级碗》的资料（英文）